# Yakima Reds
I Yakima Reds sono una società calcistica statunitense fondata nel 1995. Il club milita nella Premier Development League (PDL) e gioca le partite in casa di campionato al Marquette Stadium di Yakima (Washington).

## Storia
I Yakima Reds si iscrivono alla USISL Pro League nel 1995, chiudendo però il campionato con appena quattro vittorie. Nel 1996 i risultati sul campo migliorano e i Reds si classificano terzi nella loro Divisione. È però nel 1997 che la squadra di Yakima accede per la prima volta ai play-off: i Reds raggiungono la finale di Conference, in cui vengono sconfitti per 2-0 dallo Spokane Shadow.
Quella del 1998 è una delle migliori stagioni nella storia di Yakima: ancora una volta accedono ai playoff, in cui riescono ad arrivare fino alla finale regionale, nella quale vengono sconfitti per 4-2 dal San Gabriel Valley Highlanders. Il 1999, invece, è una pessima annata per i Reds, che chiudono la regular season al quinto posto.
Nel 2000 i Yakima vincono per la prima volta la loro Divisione, con un vantaggio di sei punti sulla seconda classificata. Anche nei playoff le cose vanno bene: battono 2-0 lo Spokane e 1-0 il Colorado Comets, aggiudicandosi così il titolo di Conference. Nelle finali nazionali, i Reds vengono però travolti per 5-0 dal Mid Michigan Bucks.
Il 2001 è un anno pieno di delusioni, infatti i Yakima arrivano quinti in campionato. Questo risultato negativo è solo l'inizio di una serie di performance negative: nel 2002 i Reds chiudono la stagione regolare all'ultimo posto e mancano i playoff anche nel 2003 e nel 2004.
Anche il 2005 non è un anno particolarmente brillante per Yakima, anche se la squadra riesce comunque a concludere la stagione al terzo posto (non sufficiente per giocare i playoff). Stesso discorso si può fare per il 2006, mentre nel 2007 si assiste a un vero e proprio tracollo della squadra: i Reds vincono tre partite appena in tutta la stagione, segnando solo 21 goal.

## Cronistoria
| Anno | Divisione | League           | Reg. Season  | Playoff             | Open Cup        |
| ---- | --------- | ---------------- | ------------ | ------------------- | --------------- |
| 1995 | 3         | USISL Pro League | 5° Northwest | Non qualificato     | Non qualificato |
| 1996 | 3         | USISL Pro League | 3° Western   | Non qualificato     | Non qualificato |
| 1997 | 4         | USISL PDSL       | 2° Northwest | Finale di Divisione | Non qualificato |
| 1998 | 4         | USISL PDSL       | 2° Northwest | Finale Regionale    | Non qualificato |
| 1999 | 4         | USL PDL          | 5° Northwest | Non qualificato     | Non qualificato |
| 2000 | 4         | USL PDL          | 1° Northwest | 3º posto            | Non qualificato |
| 2001 | 4         | USL PDL          | 5° Northwest | Non qualificato     | Non qualificato |
| 2002 | 4         | USL PDL          | 5° Northwest | Non qualificato     | Non qualificato |
| 2003 | 4         | USL PDL          | 3° Northwest | Non qualificato     | Non qualificato |
| 2004 | 4         | USL PDL          | 4° Northwest | Non qualificato     | Non qualificato |
| 2005 | 4         | USL PDL          | 3° Northwest | Non qualificato     | Non qualificato |
| 2006 | 4         | USL PDL          | 3° Northwest | Non qualificato     | Non qualificato |
| 2007 | 4         | USL PDL          | 6° Northwest | Non qualificato     | Non qualificato |

## Allenatori
- Luiz Marcelo Machado (2004-06)
- Hector Vega (2007-oggi)

## Organico

### Rosa 2008
| N. |                        | Ruolo | Calciatore         |
| -- | ---------------------- | ----- | ------------------ |
| 0  | Stati Uniti (bandiera) | P     | Brett Axelrod      |
| 1  | Stati Uniti (bandiera) | P     | Robert McCurdy     |
| 2  | Svezia (bandiera)      | C     | Nicholas Malmstrom |
| 3  | Stati Uniti (bandiera) | D     | Dennis Stevenson   |
| 4  | Messico (bandiera)     | D     | Juan Viveros       |
| 5  | Stati Uniti (bandiera) | D     | Jorge Lopez        |
| 6  | Stati Uniti (bandiera) | D     | Joshua Hacker      |
| 7  | Messico (bandiera)     | C     | Alonso Rojas       |
| 8  | Stati Uniti (bandiera) | D     | Andrew O'Brien     |
| 9  | Stati Uniti (bandiera) | C     | Hector Vega Jr.    |
| 10 | Stati Uniti (bandiera) | C     | Humberto Lopez     |

| N. |                        | Ruolo | Calciatore        |
| -- | ---------------------- | ----- | ----------------- |
| 11 | Stati Uniti (bandiera) | D     | Alvaro Valencia   |
| 12 | Stati Uniti (bandiera) | A     | Angel Lopez Ayala |
| 13 | Stati Uniti (bandiera) | C     | Luis Galvan       |
| 15 | Stati Uniti (bandiera) | D     | Jose Rivera       |
| 17 | Stati Uniti (bandiera) | A     | Ceveriano Garcia  |
| 18 | Stati Uniti (bandiera) | D     | Daniel Saucedo    |
| 19 | Porto Rico (bandiera)  | C     | José García       |
| 20 | Stati Uniti (bandiera) | A     | Jake Sagare       |
| 21 | Stati Uniti (bandiera) | C     | Victor Calderon   |
| 23 | Argentina (bandiera)   | C     | German Hernandez  |
| 24 | Stati Uniti (bandiera) | D     | Andrew Mobley     |